# Fine Art (album)
 (juillet 2022).
 (mars 2022).
Albums de Neuschwanstein
Alice in Wonderland
(2008)
Fine Art (qui signifie ‘bel art’ en anglais) est le troisième album sorti sous le nom de groupe 
Neuschwanstein en 2016. En 1979 déjà, Neuschwanstein avait sorti l'album de rock progressif Battlement, et 37 ans plus tard, voici un successeur. Or, Fine Art n'est en aucun cas une suite dans le style de Battlement, et la distribution est également différente : parmi les anciens membres de Neuschwanstein, seul le fondateur Thomas Neuroth est encore actif, tous les autres participants sont des membres de la famille ou des amis musiciennes.

## Historique

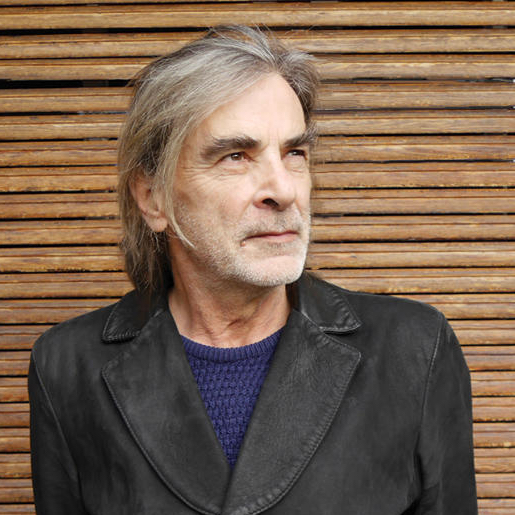
Thomas Neuroth, 2016

En 2005, Thomas Neuroth reçoit un appel de son ancien flûtiste de Neuschwanstein, Klaus Mayer, lui annonçant que leur ancien manager du groupe, Ulli Reichert, était décédé de manière très tragique. Cette conversation téléphonique ainsi que d’autres qui ont suivi ont débouché sur la décision de refaire de la musique ensemble pour mettre fin à cette si longue période d'abstinence musicale. Le chapitre ‘Neuschwanstein’ n'était donc pas clos.
— Thomas Neuroth, Interview avec Tim Stecher, Empire Musikmagazin, Nr. 119, p. 18-19, 2017
C'est vers 2007 que Neuroth commence à trier et à coucher sur papier les diverses compositions et ébauches réalisées au cours des années précédentes. Il raconte :

« Il m'a fallu [...] une bonne année pour me faire une idée claire de la conception du nouvel album, de la distribution, du style et du son. Un processus de croissance avec beaucoup de pour et de contre, sans cesse élargi, complété, entièrement supprimé et repensé. »

— Thomas Neuroth, décembre 2021
Dans un premier temps, la musique est performée pendant une très longue période, en partie dans le home studio de Neuroth et en partie sur Internet, ce qui, à l'époque, n’était pas chose facile, surtout sur le plan technique. Après de grands efforts de collaboration sur de longues distances, les enregistrements étaient pratiquement terminés, mais pas totalement achevés, car les deux anciens Neuschwansteinoi sont de nouveau pris des voies différentes pour diverses raisons.
L'idée de ce nouvel album de Neuschwanstein ne lâchant plus Thomas Neuroth, il recommença donc à zéro, mais cette fois-ci pas via Internet, mais avec des intervenants choisis et en grande partie sur place. Deux ans d'enregistrement dans le petit home studio de Neuroth, deux ans de plus à mixer l'opulente image sonore sans synthétiseur avec des flûtes, des cordes et un instrumentarium rock tonitruant. Pendant encore une année, il met en œuvre la pochette. Au total, le processus de création, de la naissance de l'idée à la publication finale, devait durer plus de huit ans.
Le choix des musiciens n'est pas le fruit du hasard : lorsque le groupe Neuschwanstein de Neuroth s'est séparé en 1980, il a continué à jouer avec Michael Kiessling († 2019) dans le Michael Kiessling Band. Le batteur du groupe était Rainer Kind, qui a notamment joué pour Matthias Reim, dont il était le directeur musical. Cette formation a enregistré un CD en 1989, Kiessling Band, sur lequel Markus Salzmann a enregistré les parties de guitare avec Robby Musenbichler. Kind et Musenbichler se sont tous deux déclarés prêts à participer à la production de Fine Art. Le fils de Neuroth, Valentin, a complété les parties de guitare de Musenbichler en tant que deuxième guitariste.
Les nouvelles compositions de Neuschwanstein ne pouvant être réalisées par un véritable orchestre, pour cause de finances, Thomas Neuroth a beaucoup puisé dans une librairie orchestrale. Pour rendre le son moins artificiel, il a fait appel à la violoniste Sabine Fröhlich, de Münster, qui a enregistré à plusieurs reprises des pistes de violon et d'alto en utilisant le procédé d'overdubbing. Elle a « failli mourir », dit Neuroth, lorsqu'il lui a expliqué comment il comptait obtenir un son le plus riche possible : pour un titre, elle devait enregistrer quatorze fois la voix du premier violon, douze fois celle du deuxième, dix fois les altos, et le violon solo de toute façon.
À l'origine, Neuroth comptait confier la publication au label Musea, qui avait déjà sorti les deux précédents albums Neuschwanstein et était en principe intéressé par Fine Art. Devant l’impossibilité d’obtenir un accord, Neuroth a créé son propre label, LongBow Records.

## Musique
« Sonorité orchestrale symphonique et néoromantique et ensemble rock - Les uns avec les autres, les uns contre les autres, fugué-imbriqué et totalement libre. Chargé d’émotion et authentique. Instrumental, comme dans les premières années. De la musique qui raconte des histoires. Musique à programme. »

— Thomas Neuroth
C'est ainsi que le compositeur décrit lui-même sa musique et il devient clair qu'il ne peut pas s'agir d'un simpleopus successeur dans le style de Battlement. C'est un album plein de contrastes, avec parfois du rock progressif, parfois même un peu de heavy ou même de hard rock dans le meilleur style de Deep Purple, puis à nouveau un orchestre symphonique néoromantique. C'est la combinaison d'un groupe de rock et d'un orchestre qui domine, les deux n'agissant pas en antagonistes, le groupe fonctionnant comme un ensemble d’instruments solidement ancré dans l'orchestre.

« Je voulais faire quelque chose que personne ne fait ou n'a fait auparavant. Un orchestre et un groupe de rock. Voir cela comme une entité. Un orchestre avec des instruments supplémentaires, un groupe de rock très élargi. Ne pas se contenter que l'un assure seulement l’accompagnement de l'autre. « Intégrez la guitare électrique dans l'orchestre ! Ajoutez le Hammond ! » Il faut le scander haut et fort. »

— Thomas Neuroth, Interview avec Tim Stecher, Empire Musikmagazin, Nr. 119, p. 18-19, 2017
De manière similaire, Jon Lord avait déjà osé ce grand écart avec son Concerto for Group and Orchestra. Contrairement au Concerto de Jon Lord, où les instruments de rock sont traités pendant de longues périodes comme des instruments solistes, ceux de Fine Art font partie intégrante de l'ensemble de la structure sonore. Même lorsque par exemple la guitare électrique de Musenbichler agit en soliste, elle ne s'impose pas à l'auditeur, mais est étonnamment contenue en termes de volume, de sorte que tous les instruments peuvent être entendus sur un pied d'égalité, les uns à côté des autres et les uns avec les autres.
De ce point de vue, Fine Art est sans aucun doute un exemple de rock symphonique et s'inscrit dans la lignée des œuvres de The Nice, Emerson, Lake and Palmer ou encore Ekseption.
Il n'est donc pas étonnant que l'album soit devenu un opus presque entièrement instrumental. Sur les 10 titres (9 sur le LP), trois sont des adaptations de compositions classiques, à savoir de Claude Debussy, Camille Saint-Saëns et J. A. P. Schulz.
Fêtes
est basé sur la deuxième partie des Trois Nocturnes (1899) de Claude Debussy. Fêtes est introduit par un clavecin, une flûte à bec ainsi qu'une couronne de clochettes dans le style de la fin du Moyen Âge ou du début de la Renaissance (si le clavecin était un luth ou une harpe à giron, on pourrait attribuer cette introduction à des ménestrels du Moyen Âge).
Elle est suivie d'une adaptation d’une dizaine de minutes de la composition de Debussy, dont l’ensemble rock tonitruant, s’inspirant desdits ménestrels, est dominé par la guitare électrique et l'orgue Hammond Leslie, toujours en échange avec les autres instruments de l'orchestre. De fréquents changements de rythme montrent clairement que cette adaptation s'oriente vers le rock progressif. Vers le milieu, la poursuite turbulente du thème principal à travers les différents instruments se termine par une demi-finale furieuse. Après une brève interruption, le morceau reprend avec un motif d'ostinato (accompagné de structures sonores surréalistes) qui, à la manière d'un boléro, augmente progressivement en dynamique et en hauteur de son. L'orgue Hammond et la guitare électrique dominent également cette deuxième partie de l'adaptation. Vers la fin, c'est à nouveau le thème principal qui prend le relais, avec une alternance d'instruments rock et orchestraux.
Concernant les similitudes étonnantes entre le motif d’ostinato de Claude Debussy, qui est à la base des Trois Nocturnes, et le Boléro de Maurice Ravel, il est à noter que la composition de Ravel n’a été publiée que 28 ans plus tard.
Per omnem vitam
(lat. pour « A travers toute la vie ») est l’un des titres les plus personnels et les plus éreintants de cet album, comme le constate Thomas Neuroth lui-même. Le travail sur ce morceau a pris plus de six mois. Un critique au nom inconnu écrit à ce sujet dans son blog :

« As a classical composition alone I think that piece is just brilliant… should be played in symphony halls all over the world… I love how it changes halfway through and proceeds to become very symphonically dramatic or OST by the end.  How can humans write music so brilliant?
Rienqu'en tant que composition classique, je trouve ce morceau tout simplement brillant... il devrait être joué dans les salles symphoniques du monde entier… J'aime la façon dont il se transforme à mi-chemin et devient très symphoniquement dramatique ou OST à la fin. Comment l’homme peut-il écrire une musique aussi brillante ? »

Le morceau se compose de deux parties, un arrangement purement orchestral dominé par une mélodie mélancolique à la flûte traversière ainsiqu'une partie rock, avec une batterie et un solo de guitare en traînants, qui, vers la fin revient au début, plus calme, tant sur le plan thématique que sonore.
God's little plan
Ce court interlude est, selon Thomas Neuroth, « une étude du titre The Distributor pour deux pianos », qu'il a enregistré avec Karl Szelnik. En effet, on reconnaît certaines similitudes des motifs au début de chacune des deux compositions. En écoutant de plus près, on ne peut pas nier les poussées d'accords harmoniques typiques d'ELP vers la fin de la pièce.
Florence Coleman Pt. 1 & 2
Lors d'un séjour à Paris, Thomas Neuroth a trouvé dans une librairie d'occasion un quotidien anglophone de Boston (États-Unis) datant de 1910, qui relatait le tragique accident d'un enfant de la célèbre famille Coleman. Leur fille Florence, peu avant son 12ème anniversaire, avait été happée par un véhicule hippomobile alors qu'elle jouait dans la rue. Elle n’a pas survécu à ses graves blessures.
Cet événement a inspiré à Neuroth le morceau qu'il a divisé en deux parties afin de pouvoir exprimer les différents états d’esprit : de la joie anticipée de l'anniversaire à la tristesse de la perte de l'enfant, en passant par l'accident. En conséquence, Part 1 et Part 2 sont fortement contrastées : alors que Part 1 est dominée par des guitares électriques puissantes, une flûte traversière ainsi qu'une batterie entraînante, Part 2 est une partie purement orchestrale avec un thème au piano plein d'émotion au milieu.
The Angels Of Sodom

« Alors l'Eternel fit pleuvoir du soufre et du feu sur Sodome et sur Gomorrhe. Cela venait du ciel, de la part de l'Eternel. Il détruisit ces villes, toute la plaine, tous les habitants des villes et les plantes du sol. »

— Livre de la Genèse, chapitre 19, verset 24 et suivants
Thomas Neuroth ne put s'empêcher de penser à ce verset biblique lorsqu'il mit la main, dans une librairie d'occasion parisienne, sur la revue satirique Le Charivari de juillet 1842, dans laquelle était reproduite une lithographie de l'artiste Pierre Joseph Challamel, Les Anges de Sôdome.
Ce récit biblique inspira sa composition dans laquelle il voulait exprimer la violence divine qui s'abat sur ces villes pécheresses, par une musique d’une violence comparable. Un roulement de tonnerre croissant de l'orchestre se transforme en un thème de guitare doublé, porté par une section rythmique tonitruante et tous les instruments de l’orchestre jouant à l'unisson. À partir du deuxième tiers du morceau, le rythme change et le tempo s'accélère encore, symbolisant la fuite de Loth et de sa famille.
Die Geschichte vom kleinen Hähnchen (L'histoire du petit poulet)
est sans doute la pièce la plus curieuse de cet album, un « intermède comique ». Elle commence par un texte très singulier, prononcé de manière extrêmement gutturale, sur l'amour non exaucé d'un petit poulet, l'histoire entière étant formée d'une seule phrase. Après la lecture, la pièce se termine par un dialogue entre la flûte traversière et le piano dans une mesure dansante de 
. L'harmonie de la pièce oscille entre le romantisme et l'impressionnisme.
Ensemble avec les premiers enregistrements du chant Der Mond ist aufgegangen (La lune s'est levée), Neuroth s’est attaqué à ce titre dès 2008, avant toutes les autres compositions de cet album, mais sans la flûte traversière dans la version originale. Après avoir composé la partie de flûte, Neuroth a eu l'idée du texte :

« En écoutant, un petit poulet est immédiatement apparu dans mon esprit et je l'ai tout de suite dessiné. À partir de là, le dessin a été la source d'inspiration du texte. »

— Thomas Neuroth, janvier 2022
Le dessin se trouve à l'intérieur du digipack. A l'origine, cette histoire du petit poulet devait être lue par Harry Rowohlt, que Neuroth admirait beaucoup - et pas seulement pour son timbre de voix - et avec qui il était déjà en contact pour cette raison. Ce dernier étant décédé pendant leur échange, Neuroth a dû se charger lui-même de la lecture.
The Distributor
Le titre est basé sur une visite de Neuroth à Amsterdam en 2015, où il a notamment vu la sculpture en bronze de La Ronde de nuit de Rembrandt par Alexander Taratynov. Cette sculpture, installée juste devant la statue de Rembrandt sur la Rembrandtplein, a attiré les foules entre 2012 et 2020. Malgré la présence du virus Ebola en Europe à ce moment-là, Neuroth a pu observer de très nombreux visiteurs touchant la main ouverte et tendue de l'un des personnages. C'est ainsi qu’il a vu s'imposer la notion de « distributeur », d’« épandeur », qui contamine sans entrave des millions d’humains et conduit inéluctablement à l'apocalypse. Neuroth dit avoir tenté d'exprimer cette symbolique dans sa propre représentation sur l'album avec la main ouverte sur la salle de spectacle dépeuplée par le virus, en accord avec le titre :

« Lorsque j'étais à Amsterdam en été 2015 et que je voyais toutes ces mains moites toucher à chaque seconde la main dorée et brillante du chef de la Garde de nuit, le titre « Distributor » m'est venu à l'esprit. Au lieu de « distributor », le terme « spreader » aurait peut-être été plus approprié. Mais à l'époque, je ne le connaissais pas encore. »

— Thomas Neuroth, janvier 2022
Le titre commence par un effet particulier, réalisé par Gudula Rosa sur une flûte sub-basse, suivi d'une partie orchestrale joyeuse et enjouée avec une flûte solo dans le style moderne. Cette section est brusquement remplacée par une partie hard rock, qui se transforme finalement en un shuffle, en partie délibérément dissonant. Thomas Neuroth décrit la structure ainsi :
« La flûte sub-basse de Gudula Rosa représente en quelque sorte la naissance de quelque chose de terrible. À 1:06, le monde est encore intact, à 1:51, l'horreur en prend possession, et à 3:29, l'apocalypse est là, met fin à tout ce qui a pu exister et les salles restent vides. »
Der Mond ist aufgegangen (La lune s'est levée)
Ce titre est une adaptation pour orchestre de la célèbre chanson allemande de Johann Abraham Peter Schulz, issu du poème Abendlied (Chant du soir) de Matthias Claudius.
L'arrangement se compose de la forme de chanson A-B-A' (la forme dite en arc, avec une partie finale différente A'). La partie A commence par la mélodie originale de 12 mesures, jouée par un alto, accompagné par le piano. Un crescendo orchestral fait la transition avec la partie B, dans laquelle l'ensemble de cordes poursuit d'abord la mélodie principale, toujours soutenu par le piano, mais de manière variable et en contrepoint. Après huit mesures, la flûte traversière reprend le thème varié et conclut cette deuxième partie après huit autres mesures. Avec un total de 16 mesures, cette variation élargit l'original non seulement sur le plan mélodique, mais aussi sur le plan de la longueur. La partie finale A' respecte à nouveau largement l'original, cette fois sous la forme d'un choral de cuivres que l'on pourrait presque qualifier de classique. Les cuivres graves entonnent d'abord le thème original qui, après six mesures, est en outre soutenu par l'ensemble des cordes, sur lequel, à partir de la moitié de la mélodie, les bois aigus complètent l'image sonore globale et mènent à la culmination musicale.
Wehmut, stark wie Banyuls (Nostalgie, forte comme le Banyuls)
Le dernier morceau de cet album est également une adaptation, cette fois-ci de la sonate pour basson et piano op. 168 de Camille Saint-Saëns (la première partie, Allegro moderato). Neuroth présente cette pièce romantique à la manière d'une ballade en 
, la guitare de Robby Musenbichler menant d'abord le thème. Peu avant la fin, un basson reprend la mélodie comme dans l'original, accompagné par des cordes, un orgue et un clavecin dans le style d'Ekseption.

## Accueil critique
Stephane Couture de Québec, Canada, juge l'album de la manière suivante :

« En conclusion. Fine Art est plus un album symphonique que progressif. Ici pas de long solos empreint de virtuosité. Les instruments et musiciens sont au service de motion et de authenticité. Un orchestre rock qui rend un hommage la musique classique. Du classique à la sauce prog et non le contraire. Il est bien loin le groupe qui clonait GENESIS en 1978. »

— Stephane Couture, CHRONIQUE / REVIEW, dans : PROFIL - La radio progressive de Québec, avril 2017
Thoralf Koß, rédacteur en chef du site Musikreviews.de, résume ainsi :

« Conclusion : Peut-on vraiment qualifier cet album de Neuschwanstein de retour en force, 
38 ans après ’Battlement’? Non, sûrement pas, car ‘Fine Art’ est un nouveau chef-d'œuvre de Neuschwanstein, qui se distingue fondamentalement de son prédécesseur et qui, au lieu de rappeler les premiers GENESIS ou CAMEL, réunit et fait fusionner la musique classique et le rock progressif. Art rock de toute première classe - un cas d'école de ‘sonorité orchestrale symphonique et néo-romantique et orchestre rock’ ! »

— Thoralf Koß, Neuschwanstein: Fine Art (Review), dans : Musikreviews.de, 24.12.2016
Sur le site BabyblauenSeiten.de, Günter Schote arrive à la conclusion suivante :

« Tous ceux qui aiment le rock progressif classique et qui connaissent et apprécient les perles de la fin des années 70/début 80 verront dans ‘Fine Art’ la renaissance réussie d'une ancienne figure de proue de la scène. Je fais un peu de spiritisme et j'espère que cet album n'est que le signal de départ d'une renaissance du groupe et que la prochaine étape se fera avec l'un ou l'autre de ses anciens compagnons de route, Frederic Joos en tête. »

— Günter Schote, Neuschwanstein - Fine Art, dans : babyblaue-seiten.de, 14.11.2016
Dans sa critique sur ‘exposé - Exploring the Bounderies of Rock’, Peter Thelen écrit :

« Cela fait longtemps et il y a beaucoup de nouveaux visages dans le groupe, mais je pense que la plupart s’accorderont pour dire que Neuschwanstein a bien évolué, Fine Art représentant une nouvelle approche prospective et ambitieuse qui n'essaie pas de faire revivre le passé. »

— Peter Thelen, Neuschwanstein - Fine Art, dans : Exposé Online, 3.10.2017
Une critique du blogueur Moebius8 nous vient d'Argentine et résume les choses ainsi :

« Il s'agit d'un album plein de contrastes, combinant le rock symphonique progressif instrumental à l'instar des meilleurs groupes qui ont magistralement tenté quelque chose de similaire. Dans ‘Fine Art’, rien n'est laissé au hasard. Ordonné, précis, virtuose, puissant... 
ouf... et aussi romantique, une combinaison vraiment réussie. »

— Moebius8, Neuschwanstein - Fine Art (2016), dans : Blog Cabeza de Moog, 14.11.2016
Dans sa critique, Didier Gonzales arrive à la conclusion suivante :

« La musique de NEUSCHWANSTEIN affirme son caractère protéiforme, ainsi que son caractère évolutif, une dimension qui ne fera pas défaut à cette pièce conclusive dans laquelle l’osmose entre instruments acoustiques et l’instrumentation électrique se fait naturellement, l’ensemble étant relevé par les orchestrations flamboyantes de Thomas NEUROTH. »

— Didier Gonzales, Neuschwanstein - Fine Art, dans : Highlands Magazine n°85 - L'Actualité du Rock Progressif, juin 2017

## Pochette
La pochette, une caricature, est l'œuvre d'Honoré Daumier, artiste et véritable touche-àtout du XIXème siècle. Il était à la fois peintre, sculpteur, graphiste et caricaturiste. Thomas Neuroth a colorisé le modèle original.

## Anecdote
On trouve sur l'album des coordonnées qui jouent un rôle précis pour la musique de l'album : 48° 50′ 20,2″ N, 2° 19′ 39,9″ E.
On peut également entendre une Harley-Davidson et un cheval à certains passages de l'album. Thomas Neuroth a offert un LP gratuit à la première personne capable d’associer ces coordonnées ou d’identifier ces deux bruits sur l'album.
En écoutant l'album avec un casque audio, on découvre une expérience auditive particulière. Neuroth ne s'est pas contenté d'une technique stéréo normale, mais a changé sans cesse la position des instruments lors du mixage, comme s'ils se déplaçaient sur la scène. La position d'écoute s'adapte également en permanence à la musique : tantôt elle part du pupitre du chef d'orchestre, tantôt elle se trouve juste devant l'amplificateur de guitare ou au milieu des instruments à cordes.

## Musiciens
- Thomas Neuroth, Karel Szelnik – Instrument à clavier
- Gary Woolf – Flûte traversière
- Gudula Rosa – Flûte à bec
- Valentin Neuroth, Robby Musenbichler – Guitare électrique
- Sabine Fröhlich – Violon, Alto
- Rainer Kind – Batterie

## Liste des titres
| 1.  | Fêtes                               | 10:25 |
| 2.  | Per Omnem Vitam                     | 4:51  |
| 3.  | God's Little Plan                   | 1:36  |
| 4.  | Florence Coleman Part One           | 3:56  |
| 5.  | Florence Coleman Part Two           | 3:56  |
| 6.  | The Angels of Sodom                 | 3:06  |
| 7.  | Die Geschichte vom kleinen Hähnchen | 2:32  |
| 8.  | The Distributor *                   | 5:23  |
| 9.  | Der Mond ist aufgegangen            | 2:59  |
| 10. | Wehmut, stark wie Banyuls           | 3:57  |